# Fidel Mbanga-Bauna
Fidel Cesar Mbanga-Bauna Bohamba (Yangambi, 16 luglio 1948) è un giornalista e personaggio televisivo italiano.

## Biografia
Di origine congolese, nel 1981 ha recitato nel film La poliziotta a New York con Edwige Fenech mentre nel 1988 ha preso parte alla pellicola Ghoulies II - Il principe degli scherzi. 
Dal 1995 al 2012 ha condotto il telegiornale regionale (TGR) Lazio (in onda su Rai3). È noto, oltre che per essere l'unico conduttore di telegiornali italiano di colore, anche per essere stato, nel 2003, il primo extracomunitario nero a presentarsi nelle liste di Alleanza Nazionale a Montecitorio.
Il quotidiano La Padania titolò così il giorno seguente: "Faccetta nera entra in Parlamento"; al titolo, evidentemente polemico, seguirono numerose repliche di esponenti di AN tra le quali quella di Francesco Storace (all'epoca presidente della Regione Lazio) che rispose così al direttore del quotidiano leghista Gigi Moncalvo: "Se gli immigrati sono come Fidel Mbanga-Bauna, – dice Storace – allora meglio lui che Moncalvo".
È un dichiarato tifoso della Lazio.
Nel 2013 guida le liste de La Destra di Storace alle elezioni regionali del Lazio.

## Programmi televisivi
- TGR Lazio (Rai 3, 1995-2012)

## Filmografia
- La poliziotta a New York, regia di Michele Massimo Tarantini (1981)
- Ghoulies II - Il principe degli scherzi, regia di Albert Band (1988)